# Synemon nupta
Synemon nupta is een vlinder uit de familie Castniidae. De wetenschappelijke naam van de soort werd in 1877 gepubliceerd door Westwood.
De soort komt voor in het Australaziatisch gebied.

## Synoniemen
- Synemon pyrrhoptera Lower, 1892